# 哈利法克斯鐘樓
哈利法克斯鐘樓（英語：Halifax Town Clock）是位於加拿大新斯科舍省哈利法克斯的一座建築物，也是這座城市的地標之一。鐘樓修建於1800年，共有三層。鐘樓內的大鐘是在倫敦製作的。由於鐘樓是哈利法克斯的地標，因此也出現在許多藝術作品中。